# Liesbet Stevens
Liesbet Stevens (n. 1972) es una abogada, filósofa, feminista y escritora belga. Es subdirectora del Instituto para la Igualdad de Mujeres y Hombres y enseña derecho penal sexual en la KU Leuven.

## Biografía
Liesbet Stevens estudió en la KU Leuven y obtuvo una licenciatura en filosofía en 1993. En 2002 obtuvo su doctorado en derecho bajo la dirección de Frank Hutsebaut. Su tesis se titula Strafrecht en seksualiteit: de misdrijven inzake aanranding van de eerbaarheid, verkrachting, ontucht, prostitutie, seksreclame, zedenschennis en overspel (Derecho penal y sexualidad: los delitos de atentado al pudor, violación, fornicación, prostitución, publicidad sexual, exhibicionismo y adulterio). Está afiliada al Instituto Interfacultativo de Ciencias Sexológicas y de la Familia de KU Leuven, y enseña derecho penal sexual.
De 2004 a 2009 fue asesora de la entonces ministra flamenca de Igualdad de Oportunidades, Kathleen Van Brempt, del partido Adelante (abreviado sp.a), y de 2009 a 2014 de la entonces ministra flamenca de Reducción de la Pobreza, Ingrid Lieten (sp.a).
En 2008, a propuesta del Gobierno flamenco, fue nombrada miembro de la junta directiva del Centro Interfederal para la Igualdad de Oportunidades (Unia) por un período de seis años. Desde 2014 es subdirectora del Instituto para la Igualdad de Mujeres y Hombres. Desde su fundación en 2023, es miembro de la junta directiva del Instituto Flamenco de Derechos Humanos.
Está en pareja y tiene cuatro hijos.

## Política
Stevens estuvo en la lista del sp.a de Lovaina en las elecciones municipales de 2006, pero no fue elegida. Desde 2008 formó parte del concejo municipal. Volvió a ser candidata en 2012 y resultó elegida. Fue concejal hasta 2018. Annemie Vandermotte la reemplazó temporalmente durante su baja por maternidad en 2014.
Para las elecciones flamencas de 2009, estuvo en la lista sp.a del distrito electoral del Brabante Flamenco, pero no fue elegida.
Para las elecciones al Senado de 2010, estuvo en la lista del sp.a, pero no fue elegida.

## Publicaciones
- Stevens, L., Strafrecht en seksualiteit: de misdrijven inzake aanranding van de eerbaarheid, verkrachting, ontucht, prostitutie, seksreclame, zedenschennis en overspel, Antwerpen, Intersentia, 2002, 601 p. – ISBN 9050952364
- Stevens, L., Hoe legaal te flirten? Een gids voor vrouwen en mannen over seksueel geweld en #MeToo, Gent, Borgerhoff & Lamberigts, 2019, 183 p. – ISBN 9789089315038
- Brems, E., Cannoot, P. en Stevens, L. (eds.), Recht en Gender in België - 10 jaar later, Brugge, die Keure, 2021, 576 p. – ISBN 9789048641215
- Mussche, C. en Stevens, L. (eds.), Onderzoek en preventie van seksuele misdrijven, Mortsel, Intersentia, 2023, 200 p. – ISBN 9789400015036